# Conspicuum macrorchis
Conspicuum macrorchis är en plattmaskart. Conspicuum macrorchis ingår i släktet Conspicuum och familjen Dicrocoeliidae. Inga underarter finns listade i Catalogue of Life.